# Rosalie Chichester

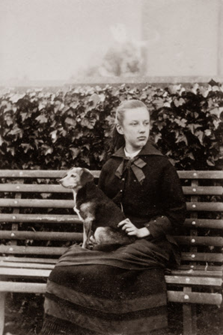
Fotografie von Rosalie Chichester als Jugendliche

Rosalie Caroline Chichester (* 29. November 1865 in Arlington Court; † 17. Januar 1949 in Woolacombe) war eine britische Großgrundbesitzerin, Schriftstellerin, Fotografin und Sammlerin. Sie vermachte ihren gesamten Besitz dem National Trust.

## Herkunft und Jugend
Rosalie Chichester entstammte einer Linie der Familie Chichester, einer alten Familie der Gentry von Devon. Sie war das einzige Kind von Sir Bruce Chichester, 2. Baronet und von dessen Frau Rosalie Chamberlayne. Als Kind und als Jugendliche wurde sie auf dem Familiensitz Arlington Court und während der ausgedehnten Seereisen ihrer Eltern von Hauslehrern erzogen. Ihr Vater besaß eine stattliche Yacht, auf der sie zweimal mit ihren Eltern das Mittelmeer bereiste. Während der zweiten Reise erkrankte ihr Vater 1877 an Maltafieber, er starb 1881 an den Folgen der Krankheit. Die Verwaltung des Familienbesitzes übernahm nun zunächst Rosalies Mutter. 1885 wurde Rosalie als Debütantin am Königshof vorgestellt. Durch ihre Erziehung war sie eine standesbewusste Frau geworden, die als sehr gut bewandert in Anstandsregeln und Ahnenforschung galt.

## Leben als unverheiratete Großgrundbesitzerin

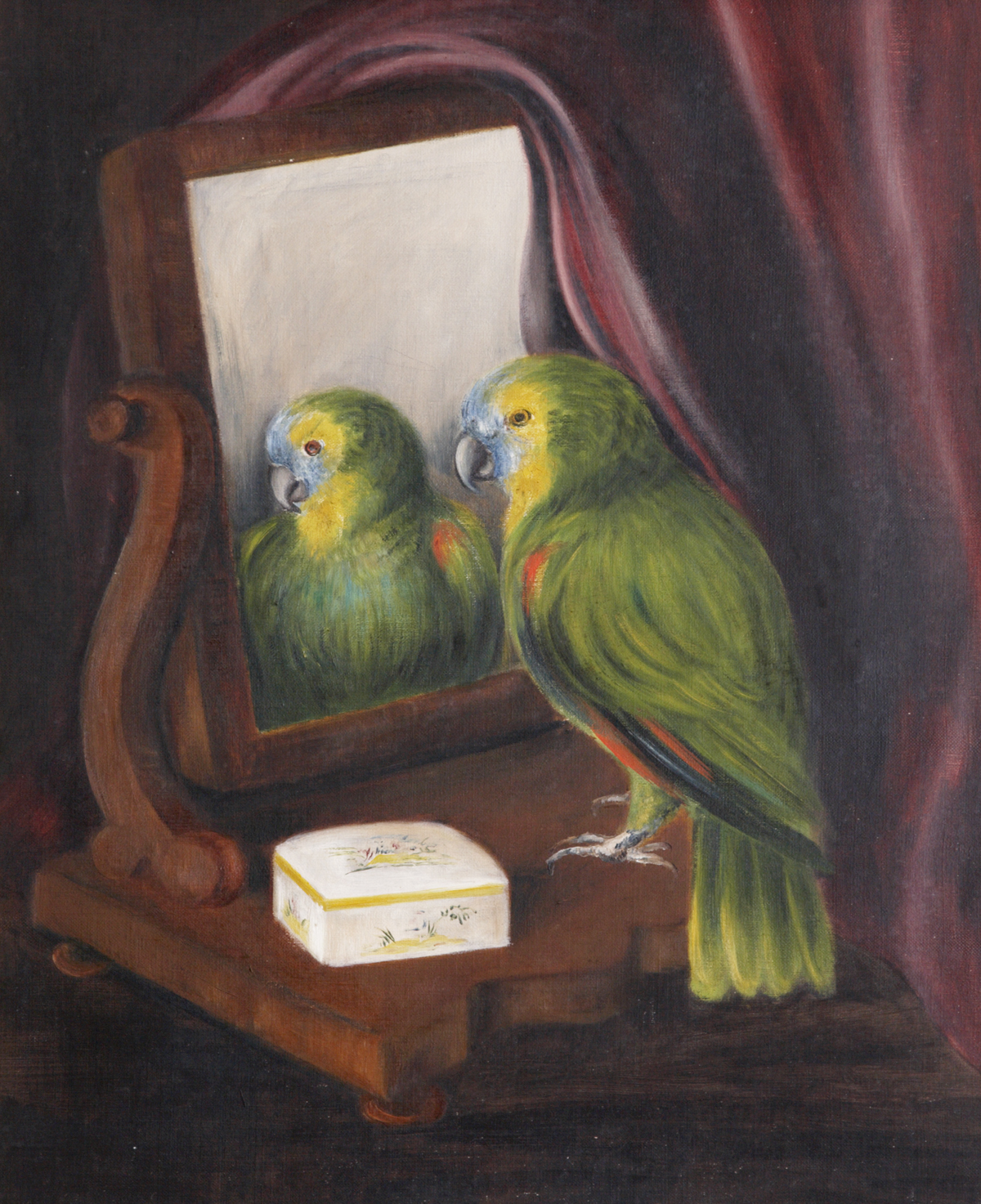
Gemälde von Rosalie Chichester: Miss Chichesters Papagei 'Polly' vor einem Spiegel (1906)

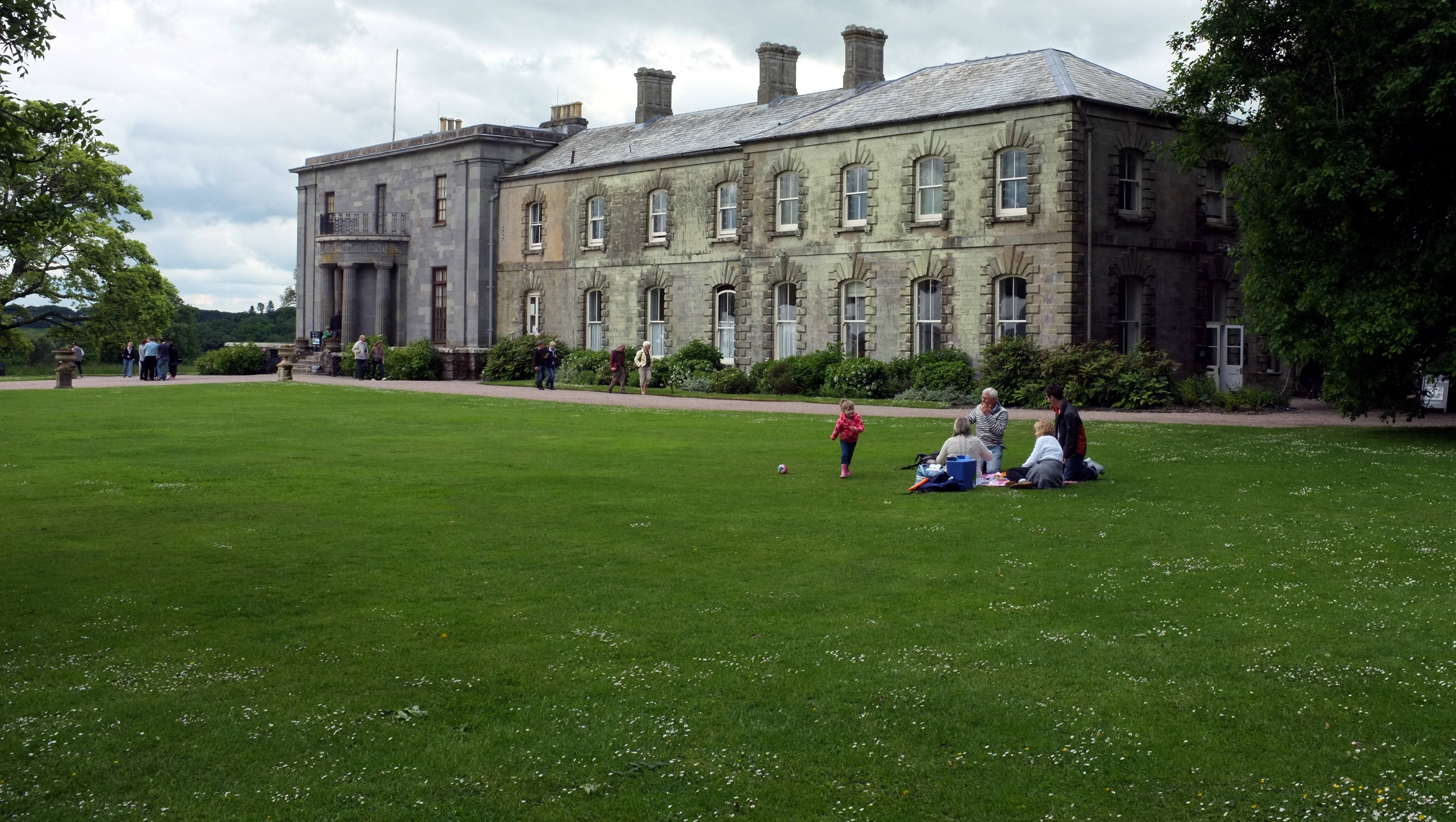
Rosalie Chichester vermachte Arlington Court samt umfangreichen Grundbesitz dem National Trust

1886 wurde Rosalie volljährig und erbte den beachtlichen Grundbesitz ihrer Familie, den ihr Vater ihr allerdings erheblich mit Schulden belastet hinterlassen hatte. Sie blieb, offensichtlich auf Wunsch ihrer Mutter, unverheiratet, möglicherweise trugen die abgelegene Lage des Familiensitzes Arlington Court und ihre finanzielle Situation zu ihrer Ehelosigkeit bei. Nach dem Tod ihrer Mutter 1908 lebte sie von 1912 bis 1939 mit einer Miss Chrissie Peters, einer von ihr bezahlten Gesellschafterin, in Arlington Court. Nach und nach hatte sie die Aufgaben einer Großgrundbesitzerin übernommen. Sie reduzierte die Anzahl der Dienerschaft und verkaufte den Landbesitz der Familie in Wales, und obwohl sich die Landwirtschaft in Großbritannien von den 1870er Jahren bis 1914 in einer wirtschaftlichen Krise befand, so dass die Pachteinkünfte stagnierten oder sanken, konnte Miss Chichester die Schulden abbauen. Bis 1928 konnte sie die Schulden vollständig tilgen, und bei ihrem Tod hinterließ sie ein Vermögen von über £ 131.000.
Miss Chichester interessierte sich für Botanik und für Tiere. Auf ihrem Gut züchtete sie Jakobschafe und Exmoor-Ponys. Bereits ihre Mutter hatte die Hirschjagd abgelehnt, und auch Miss Chichester war im Gegensatz zu vielen Standesgenossen eine überzeugte Jagdgegnerin. Mit Erfolg verhinderte sie, dass Jagdgesellschaften auf ihren Besitzungen jagen durften, und vor den 1930er Jahren umgab sie ihre Besitzungen mit einem etwa 14 km langen Metallzaun. Zu ihren weiteren Hobbys gehörte die Malerei, dazu war sie eine begeisterte Fotografin, die ihre Fotografien selbst entwickelte. Dazu war sie als Autorin tätig. Bereits als Achtzehnjährige stellte sie eine eigene, monatliche Zeitschrift über Ereignisse, Skandale, Kunst und Politik zusammen, deren Texte sie alle selbst verfasste. Später schrieb sie regelmäßig Beiträge für die Illustrierte Daily Sketch und für das North Devon Journal, dazu schrieb sie zahlreiche romantische Erzählungen, die sie jedoch nicht veröffentlichte. Nachdem sie durch den Abbau der Schulden wieder größeren finanziellen Spielraum hatte, unternahm sie wieder größere Reisen, darunter von 1920 bis 1921 und 1928 nach Australien und Neuseeland. Von ihren Reisen brachte sie zahlreiche Erinnerungsstücke mit nach Arlington und über ihre Reisen berichtete sie in der Lokalpresse.

## Gesellschaftliches Engagement

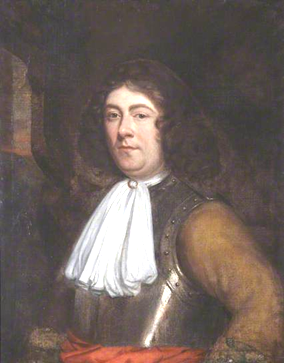
Ölgemälde eines unbekannten Künstlers: Sir John Chichester von Hall (um 1650). Aus der Schenkung von Rosalie Chichester.

Bis zu ihrem Tod bewahrte Miss Chichester die politisch konservativen Werte des Landadels aus der Mitte des 19. Jahrhunderts. Sie sah sich aber auch als ihren Pächtern verpflichtete Grundbesitzerin an und war um eine Verbesserung der Lebensumstände ihrer Pächter und der Landarbeiter bemüht. Schon 1886 hatten die Pfarrnachrichten von Arlington ihr aufrichtiges Interesse gegenüber der Landbevölkerung gelobt. Miss Chichester unterstützte lokale Veranstaltungen, war wohltätig, übernahm die Schirmherrschaft über Vereine und öffnete im Sommer regelmäßig ihren Park für Veranstaltungen. Bis zu ihrem Tod war sie aber eine Verfechterin der Monarchie und der Privilegien des Landadels. Ihre Mutter war Vorsitzende einer lokalen Gruppe der Primrose League gewesen, die sich für die Beibehaltung der Monarchie und der Church of England sowie für die Erweiterung des British Empire einsetzte und das Irish Home Rule ablehnte. Miss Chichester folgte dem Beispiel ihrer Mutter. Von 1885 bis 1890 war auch sie in der Primrose League aktiv. Als Vorsitzende einer lokalen Gruppe der Vereinigung hielt sie mehrere öffentliche Reden und lud Mitglieder häufig zu Veranstaltungen nach Arlington Court ein. Im August 1913 trat sie offiziell der Women’s Social and Political Union bei. Miss Chichester hatte wohl zuvor schon mit der Bewegung sympathisiert, doch nun wurde sie eine offene Befürworterin der Einführung des Frauenwahlrechts. Am 1. Dezember 1913 hatte sie den Vorsitz bei einem Treffen in Barnstaple inne, bei dem sie aber gewaltsame Aktionen entschieden ablehnte. Im Mai 1918 unterstützte sie die Gründung einer Ortsgruppe der Women’s Citizens Association in Barnstaple. Sie diente jedoch wohl eher als Galionsfigur der Bewegung und übernahm nicht den Vorsitz.
Während des Ersten Weltkriegs gehörte sie einem Ausschuss an, der über die Einberufung von Landarbeitern zum Kriegsdienst entschied. Während des Kriegs unterstützte sie wohl eher aus Pflichtbewusstsein als aus Überzeugung die Women’s Land Army, die versuchte, die fehlenden Männer in der Landwirtschaft durch Frauen zu ersetzen. Nach dem Ersten Weltkrieg erkannte Miss Chichester, dass sich die britische Gesellschaft durch den Krieg radikal geändert hatte. In dem Bewusstsein, dass die Gentry ihre beherrschende soziale Stellung verlor, und vielleicht auch getrieben durch ihre Einsamkeit und Ziellosigkeit wurde sie zu einer schon manischen Sammlerin. Geprägt durch tiefen Lokalpatriotismus, unterstützte Miss Chichester schon früh den 1894 gegründeten National Trust for Places of Historic Interest and Natural Beauty. Nach dem Tod ihrer Mutter 1908 übergab sie zum Andenken an ihre Eltern Grundbesitz an der Nordküste von Devon dem National Trust, und 1911 schenkte sie Morte Point, ebenfalls an der Nordküste von Devon, dem National Trust, um die Landschaft vor einer kommerziellen Erschließung zu bewahren. Da sie keine direkten Erben hatte, vermachte sie 1945, noch zu ihren Lebzeiten, Arlington Court einschließlich des über 14 km² großen Grundbesitzes, zu dem achtzehn Farmen gehörte, sowie weiteren Landbesitz an der Küste von Norddevon dem National Trust. Durch diese Schenkung blieb der Besitz im Gegensatz zu vielen anderen Gütern als Ganzes erhalten. Miss Chichester behielt zwar Wohnrecht in Arlington, doch sie starb in ihrem Anwesen Parade House in Woolacombe an der Nordküste von Devon. Ihre Asche wurde im Park von Arlington beigesetzt, wo eine steinerne Urne an sie erinnert. Nach ihrem Tod erfassten Mitarbeiter des National Trust in ihrem Herrenhaus ihre Sammlungen. Diese umfassten unter anderem 75 Schränke mit Muscheln, 200 Schiffsmodelle, mehrere hundert Stücke Zinngeschirr, hunderte Schnupftabakdosen, 50 Schöpfkellen, 30 Teedosen, 52.000 Briefmarken, ausgestopfte Vögel, afrikanische Masken, Uhren und Briefbeschwerer.